# Asier Ituarte
Asier Ituarte es un músico y trombonista español procedente del País Vasco. Comenzó su carrera tocando con el grupo de ska punk Eskandalo Publiku, con quienes editó una maqueta.
En 1998 se unió a Joxe Ripiau, formado por Iñigo Muguruza, con quienes estuvo hasta su disolución en 2001. En 2002 se unió al nuevo proyecto de Iñigo, Sagarroi, provocando un cambio en su sonido de hardcore y post hardcore a ritmos mestizos con ska y reggae.
Actualmente continúa en Sagarroi.

## Discografía

### Con Skandalo Publiku
- Maketa Skandalo Publiku (1993)
- CD Herri Sofritoak  (1998)

### Con Joxe Ripiau
- Paradisu Zinema (Esan Ozenki, 1998)
- Bizitza Triste eta Ederra (Esan Ozenki, 2000)

### Con Sagarroi
- Euria ari duela (Metak, 2003)
- Toulouse (Metak, 2004)
- Baleike (Kasba Music, 2007)